# Microstylum ustulatum
Microstylum ustulatum là một loài ruồi trong họ Asilidae. Microstylum ustulatum được Engel & Cuthbertson miêu tả năm 1938. Loài này phân bố ở vùng nhiệt đới châu Phi.